# Tomislav Tomašević
Tomislav Tomašević (wym.: [tǒmislaʋ tomǎːʃeʋitɕ]; ur. 13 stycznia 1982 w Zagrzebiu) – chorwacki polityk, działacz na rzecz ochrony środowiska, politolog. Jeden z liderów lokalnej partii „Zagrzeb Jest Nasz!”, a także ogólnokrajowej partii „Možemo!”. Członek Rady Miasta Zagrzebia (od 2017 roku), a także Zgromadzenia Chorwackiego (od 2020 roku), burmistrz Zagrzebia (od 2021 roku).

## Życiorys

### Młodość i edukacja
Tomašević urodził się w 1982 roku w Zagrzebiu, jako syn Ivanki i Smiljana. Dorastał wraz z bratem w dzielnicy Novi Zagreb – istok i w Zaprešiciu. W wieku 20 lat ponownie zamieszkał w Zagrzebiu. Jego wuj, Ivo Tomašević, jest księdzem katolickim i sekretarzem generalnym Konferencji Episkopatu Bośni i Hercegowiny. Jego dziadkowie ze strony ojca byli bośniackimi Chorwatami. W 2016 ożenił się z Ivą Mertić.
Jest absolwentem Wydziału Nauk Politycznych Uniwersytetu w Zagrzebiu. W 2013 roku ukończył studia podyplomowe na University of Cambridge z zakresu środowiska, społeczeństwa i rozwoju.

### Kariera polityczna
W wieku 16 lat dołączył do organizacji „Zielona Akcja”, zajmującej się ochroną środowiska. Następnie został wiceprzewodniczącym, a później przewodniczącym Chorwackiej Sieci Młodzieżowej, organizacji członkowskiej Youth Forum Jeunesse. W latach 2007–2012 pełnił funkcję przewodniczącego „Zielonej Akcji”.
W wyborach w 2017 roku bezskutecznie kandydował na stanowisko burmistrza Zagrzebia (zdobył 3,94% głosów). Koalicja, na czele której stał Tomašević zdobyła 4 mandaty w Radzie Miasta Zagrzebia, a jeden mandat przypadł jej liderowi.
W wyborach parlamentarnych w 2020 roku zdobył mandat deputowanego do Zgromadzenia Chorwackiego z ramienia Koalicji Zielono-Lewicowej – zdobył 19 627 głosów.
Po śmierci Milana Bandicia i opróżnieniu urzędu burmistrza Zagrzebia, w lutym 2021 ogłosił swoją kandydaturę na to stanowisko. W przeprowadzonej 16 maja 2021 pierwszej turze zdobył 147 631 (45,15%) głosów. W drugiej turze pokonał Miroslav Škoro, zdobył 199 630 (63,87%) głosów. Urząd burmistrza Zagrzebia objął 4 czerwca tego roku.